# ザ・カラテ・ガード
『ザ・カラテ・ガード』（英語: The Karate Guard、2005年9月27日）は『トムとジェリー』の作品のひとつ。シリーズ通算162作目であり、ハンナ＝バーベラ期115作目。
この話は原作者のジョセフ・バーベラが47年振りに制作に関わったトムとジェリーの短編映画作品であり（相方のウィリアム・ハンナはすでに死去している）、また2022年現在最後の短編映画作品となっている。

## スタッフ
- 原作 - ウィリアム・ハンナ、ジョセフ・バーベラ
- 監督 - ジョセフ・バーベラ、スパイク・ブラント
- 脚本 - ジョセフ・バーベラ
- 絵コンテ - ジョセフ・バーベラ、イワオ・タカモト
- キャラクター・レイアウト - スパイク・ブラント
- 背景レイアウト - ルイス・ゴンザレス、ゲイリー・モウリ
- 作画 - 
  - スパイク・ブラント、デイブ・ブリュースター、トニー・セルヴォーン、マイケル・ニッケルソン、
  - バリー・オドナヒュー、ウェンディ・パーデュー、ジェフ・セルゲイ
- 音楽 - マイケル・ジアッキーノ
- プロデューサー - リンダ・M・ステイナー
- スーパーバイジング･プロデューサー - スパイク・ブラント、トニー・セルヴォーン
- 製作総指揮 - ジョセフ・バーベラ、サム・レジスター、サンダー・シュワルツ
- 制作 - ワーナー・ブラザース・アニメーション
- 配給 - ワーナー・ブラザース・ピクチャーズ

## 作品内容
ある日、昼寝をしていたトムはジェリーの部屋から聞こえてくるうるさい物音で目覚める。のぞいてみると、中ではジェリーが空手の稽古をしていた。その様子が面白おかしいトムは大笑いし、これに腹を立てたジェリーはトムに挑みかかろうとするもあっさり返り討ちにされてしまう。
のびているジェリーの前に彼の空手の師匠である精霊が現れ、巨大な武士の格好をしたスパイクにそっくりな容姿の犬をジェリーのボディーガードに付けた。彼がトムに追い詰められピンチに立たされた時、精霊から渡された銅鑼を鳴らすと、巨大な犬が現れトムを退治する、という寸法だ。
こうしてトムはその犬にさんざんにコテンパンにされ、対策としてその犬が寝ている間に彼の耳をふさいだり、殺し屋を雇って彼を始末させようとしたりするも、どちらも失敗に終わった。
最終的にトムはジェリーや巨大な犬の奴隷と化し、ジェリーは彼が運んできたポップコーンを幸せそうに頬張るのであった。

## 登場キャラクター
空手の師匠
ジェリーに空手の手ほどきをし、ジェリーに救助要請用の銅鑼を渡して「トムにいじめられたジェリーが銅鑼を鳴らすと即座に駆けつけてトムを退治する」ボディーガードを務める。最後はジェリーが銅鑼を鳴らすたびにトムが運んでくるポップコーンを頬張った。
トム
騒音で自身の昼寝を妨害する主がジェリーとわかり、空手の練習をするジェリーをボコボコにする。だがジェリーのボディーガードとなった犬から逆にボコボコにされ、最後は「ジェリーが銅鑼を鳴らすたびにポップコーンを運ぶ役」をさせられた。
ジェリー
空手の練習中トムからボコボコにされたが、師匠に救われ「救助要請用の銅鑼」をもらう。やがてその師匠にボディーガードとなってもらい、トムにいじめられると銅鑼を鳴らして師匠に助けを求めた。最後はその銅鑼を「トムにポップコーンを持って来させる合図」に鳴らした。

## 関連事項
- トムとジェリー
- ジョセフ・バーベラ
- テックス・アヴェリー
- ルドルフ・アイジング
- ドルーピー
- ワーナー・ブラザース
- メトロ・ゴールドウィン・メイヤー
- カートゥーン